# (1741) Giclas
(1741) Giclas ist ein Hauptgürtelasteroid. Er wurde am 26. Januar 1960 am Goethe-Link-Observatorium bei Brooklyn (Indiana) im Rahmen des Indiana Asteroid Program der Indiana University entdeckt.
Er wurde Henry Lee Giclas, einem amerikanischen Astronom und Professor, zu Ehren benannt.